# Erbeinung (Schweiz)
Als Erbeinung werden  zwei Verträge zwischen den Habsburgern und den Eidgenossen bezeichnet, die 1477 und 1511 geschlossen worden sind. Auch ein Vertrag der Drei Bünde mit dem Haus Österreich, geschlossen 1518, wird Erbeinung genannt.
Im Gegensatz zu fürstlichen Erbeinungen verschrieb man sich nicht gegenseitig die Besitzungen für den Erbfall, sondern vererbte nur den Vertrag selbst. Prinzipiell waren die schweizerisch-habsburgischen Erbeinungen auf unbegrenzte Zeit abgeschlossen. Die erste der Einungen wurde am 13. Oktober 1477 zwischen den Kantonen Zürich, Bern, Solothurn und Luzern einerseits und Herzog Sigismund von Tirol andererseits geschlossen. Die übrigen Schweizer Orte traten im Januar 1478 bei. Im Vertrag wurde der territoriale Status quo anerkannt und Sigismund verzichtete auf alle ehemaligen Besitzungen der Habsburger in der Schweiz. Dies wurde aber von Kaiser Friedrich III., dem Chef des habsburgischen Hauses, nicht anerkannt.
Noch zu Lebzeiten des Kaisers wurde mit seinem Nachfolger, König Maximilian, im Jahr 1487 eine neue Erbeinung ausgehandelt, die inhaltlich der ersten entsprach. Maximilian hat den Vertrag – wohl aus Rücksicht auf Friedrich III. – dann nicht ratifiziert. Auch der zweite Anlauf zu einer Erneuerung des Vertragswerks im Jahr 1500 scheiterte. Erst am 7. Februar 1511 kam die zweite Erbeinung zwischen Maximilian und den Schweizern zustande. Der Vertrag galt nicht nur für den Kaiser selbst, sondern auch für seinen Enkel Karl als Erben der Grafschaft Burgund. Auf Schweizer Seite waren nun auch Appenzell sowie die Stadt und die Abtei St. Gallen eingeschlossen.
Die Verträge enthielten eine Nichtangriffsklausel. Die Erbeinung von 1511 sah im Gegensatz zu der von 1477 keine Hilfsverpflichtung mehr vor. Karl V. bemühte sich, eine solche Bestimmung in das Vertragswerk aufzunehmen, um die Schweizer als Bundesgenossen gegen Frankreich zu gewinnen, scheiterte aber damit.
Maximilian I. schloss 1518 auch mit den Drei Bünden eine Erbeinung, die an die Stelle älterer zeitlich begrenzter Verträge trat. 
Die Erbeinungen wurden von den Vertragsparteien immer wieder bestätigt und behielten ihre Gültigkeit bis 1798.